# Vitis labrusca
Vigne américaine, Vigne des chats
Espèce
Classification APG III (2009)
La Vigne américaine, Vigne des chats ou Vigne-framboisier (Vitis labrusca), est une espèce d'arbrisseaux sarmenteux de la famille des Vitaceae. Elle est cultivée pour ses fruits en grappes. Ses raisins possèdent un bouquet de bonbon anglais et d'herbe verte coupée, avec un goût foxé. On dit aussi qu'ils renardent. Ses rameaux portent des vrilles continues ou subcontinues, mais jamais régulièrement intermittentes comme les autres Vitis.
Elle est originaire d'Amérique du Nord (nord-est des États-Unis et du Canada). Elle est localement naturalisée en Europe.

## Cultivars
Il en existe de nombreux cultivars, appelées cépages. Les plus connus sont :
- Catawba
- Delaware
- Isabelle
- Niagara

Plusieurs hybrides très connus viennent aussi de cette espèce :
- Le Concord - le plus répandu, estimé à 80 % de la production des vignes liées à Vitis labrusca ; regardé comme un Vitis labrusca pur, il est maintenant considéré comme un hybride naturel de V. labrusca et V. vinifera (Tukey 1966)
- Le Noah, hybride blanc issu de V. labrusca x Vitis riparia, a connu un grand succès en France à la fin du XIXe siècle et jusqu'à fin 1934, car il sera interdit de culture et de commercialisation ensuite.

En effet, le 24 décembre 1934, les députés français vont voter une loi permettant au Gouvernement de prendre un décret d'interdiction, qui publié le mois suivant comporte la variété jacquez ainsi que 5 cépages issus du V. labrusca : le noah, le clinton, l'herbemont, l'isabelle, l'othello. Émile Cassez était alors ministre de l'Agriculture du gouvernement Flandin. Ces cépages sont à l'époque accusés de contenir plus de méthanol.
Plus de 80 ans après, cette interdiction est toujours d’actualité à l’échelle européenne car, le règlement communautaire du marché vinicole ayant repris l'interdiction des variétés Noah, Othello, Isabelle, Jacquez, Clinton, Herbemont depuis 1999,,. Cependant, certains cépages interdits en Europe sont autorisés et cultivés partout dans le monde : l'isabelle est cultivée en Géorgie, au Canada, en Corée et aussi en Sibérie. Le jacquez est cultivé au Pérou, au Texas (pour la fabrication du brandy).

## Noms viticoles
Vitis labrusca est connu sous les noms de « vigne américaine », « vigne isabelle » ou « Vigne-framboisier », ainsi que sous les noms anglais de « black fox, fox grape, frost grape, northern fox grape, northern muscadine, plum grape » ou encore « skunk grapeswamp grape ».